# Josep Oriol Panyella i Cortès
Josep Oriol Panyella i Cortès (25 de novembre de 1934 - 17 de febrer de 2015) va ser un economista i promotor cultural català i un dels promotors des del 1968 de les itinerants Festes Populars de Cultura Pompeu Fabra, juntament amb Joan Triadú i Font i Avel·lí Ibàñez i Sensarrich, i el 1974 fou un dels promotors de Convergència Democràtica de Catalunya. El 2000 va rebre la Creu de Sant Jordi.